# Henryk Ciereszko
Henryk Ciereszko (ur. 9 września 1955 w Hermanówce) – polski duchowny rzymskokatolicki, doktor habilitowany nauk teologicznych, biskup pomocniczy białostocki od 2012.

## Życiorys
Urodził się 9 września 1955 w Hermanówce w rodzinie Jana i Marii Ciereszków. W 1974 złożył egzamin dojrzałości w VI Liceum Ogólnokształcącym w Białymstoku. Następnie odbył studia w Archidiecezjalnym Wyższym Seminarium Duchownym w Białymstoku. Święceń prezbiteratu udzielił mu 14 czerwca 1981 w prokatedrze białostockiej biskup Edward Kisiel, administrator apostolski w Białymstoku. Magisterium obronił na Katolickim Uniwersytecie Lubelskim. W 1983 rozpoczął studia specjalistyczne w zakresie teologii fundamentalnej na Katolickim Uniwersytecie Lubelskim, gdzie w 1985 uzyskał licencjat, a w 1988 doktorat na podstawie dysertacji Metoda apologetyczna Pawła Swietłowa. Również tam na podstawie rozprawy Życie i działalność błogosławionego Michała Sopoćki (1888–1975). Pełna biografia apostoła miłosierdzia Bożego uzyskał w 2013 stopień doktora habilitowanego nauk teologicznych o specjalności teologia duchowości.
W latach 1981–1983 pracował jako wikariusz w parafii św. Kazimierza i Matki Boskiej Częstochowskiej w Mońkach, zaś w latach 1988–1990 w parafii św. Rocha w Białymstoku, jednocześnie będąc duszpasterzem akademickim. W 1994 został archidiecezjalnym cenzorem publikacji o treści związanej z religioznawstwem i naukami humanistycznymi. W 2000 objął funkcję ojca duchownego kapłanów archidiecezji białostockiej. Przyjął również stanowisko rzecznika sprawiedliwości białostockiego sądu metropolitalnego oraz wszedł w skład rady kapłańskiej archidiecezji. Od 1998 był wicepostulatorem w procesie beatyfikacyjnym księdza Michała Sopoćki. Postać Sopoćki opisał w kilku publikacjach książkowych. W 2003 otrzymał godność kapelana Jego Świątobliwości, a w 2008 został prepozytem, kanonikiem gremialnym Białostockiej Kapituły Metropolitalnej. W 2011 został członkiem zwyczajnym Międzynarodowej Akademii Miłosierdzia przy sanktuarium Miłosierdzia Bożego w Krakowie-Łagiewnikach.
W 1990 został prefektem alumnów Archidiecezjalnego Wyższego Seminarium Duchownego w Białymstoku. Od 1995 do 1998 oraz od 2001 do 2008 był ojcem duchownym alumnów białostockiego seminarium. Prowadził w nim wykłady z propedeutyki teologii, teologii życia wewnętrznego oraz teologii fundamentalnej. Był również wykładowcą Wyższego Seminarium Duchownego w Ełku, Wyższego Seminarium Duchownego w Grodnie, Archidiecezjalnego Kolegium Teologicznego w Białymstoku oraz Polskiego Centrum Katechetycznego w Wilnie.
17 listopada 2012 papież Benedykt XVI mianował go biskupem pomocniczym archidiecezji białostockiej ze stolicą tytularną Dices. Święcenia biskupie otrzymał 15 grudnia 2012 w archikatedrze białostockiej. Głównym konsekratorem był Edward Ozorowski, arcybiskup metropolita białostocki, zaś współkonsekratorami Stanisław Szymecki, arcybiskup senior białostocki, i arcybiskup Celestino Migliore, nuncjusz apostolski w Polsce. Jako zawołanie biskupie przyjął słowa „In Misericordia Tua speravi” (Zaufałem Twemu miłosierdziu). Od 26 marca do 3 września 2021, po objęciu przez arcybiskupa Tadeusza Wojdę arcybiskupstwa gdańskiego, zarządzał archidiecezją jako administrator.
W Konferencji Episkopatu Polski w latach 2015–2025 był przewodniczącym Zespołu ds. Sanktuariów, w 2016 został przewodniczącym Komitetu ds. Dialogu z Religiami Niechrześcijańskimi i delegatem ds. Dialogu Katolików i Muzułmanów , a w 2017 delegatem ds. Ruchu „Wiara i światło” oraz Fundacji „L’Arche”, ponadto w 2016 wszedł w skład Zespołu ds. Kontaktów z Konferencją Episkopatu Litwy, a w 2017 Komisji Maryjnej.